# آفتاب‌پرست مکرانی
آفتاب‌پرست مکرانی (نام علمی: Heliotropium remotiflorum) نام یک گونه از سردهٔ آفتاب‌پرست است. سردهٔ آفتاب‌پرست در ایران ۴۷ گونهٔ علفی یک ساله و چند ساله دارد که در سراسر ایران پراکنده‌اند. آفتاب‌پرست مکرانی یکی از ۴۷ گونهٔ موجود در ایران است.